# Charlie Kirk
Charles James Kirk (Arlington Heights, Illinois, 1993. október 14. –) amerikai konzervatív politikai aktivista, író és médiaszemélyiség. Bill Montgomeryvel közösen 2012-ben megalapította a Turning Point USA-t (TPUSA), amelynek Kirk ügyvezető igazgatója. A Turning Point Action, a Turning Point Academy és a Turning Point Faith vezérigazgatója; a Turning Point Endowment elnöke; és a Council for National Policy tagja.
Kirk Chicago külvárosaiban, Arlington Heightsban és Prospect Heightsban, született és nőtt fel. Középiskolás korában Kirk aktívan részt vett a politikában, támogatta Mark Kirk (nincs rokonság) amerikai szenátusi kampányát, és kampányolt az iskola menzájában az árak emelése ellen. Rövid ideig járt a Harper College-ba, mielőtt otthagyta volna, hogy teljes munkaidőben politikai aktivizmussal foglalkozzon, Bill Montgomery, a Tea Party tagja hatására. 2012-ben Kirk megalapította a TPUSA-t, egy konzervatív diákszervezetet, amely gyorsan növekedett olyan adományozók támogatásával, mint Foster Friess.
A TPUSA vezérigazgatójaként Kirk olyan kezdeményezéseken keresztül bővítette a szervezet befolyását, mint a Professor Watchlist és a School Board Watchlist, miközben több millió dolláros adományokat gyűjtött. 2019-ben Kirk megalapította a Turning Point Action politikai érdekvédelmi szervezetet, később pedig megalapította a Turning Point Faith-et, amelynek célja a vallási közösségek mozgósítása konzervatív kérdésekben. Kirk a "The Charlie Kirk Show" című konzervatív beszélgetős rádióműsort vezeti.
Kirk nyilvánosan konzervatív és Trump-párti ügyeket támogatott, és kritizálta a COVID-19-re adott választ, a kritikai fajelméletet és a klímaváltozással kapcsolatos tudományos konszenzust.

## Korai élete és oktatása
Charles James Kirk 1993. október 14-én született Chicago Illinois állambeli Arlington Heights nevű külvárosában, és a közeli Prospect Heightsban nőtt fel. Édesanyja mentálhigiénés tanácsadó, édesapja pedig építész. Kirk tagja volt az Amerikai Cserkészeknek, és az Eagle Scout rangot érte el. 2010-ben, a Wheeling Középiskola harmadik évében önkénteskedett az illinois-i republikánus Mark Kirk (nem rokon) sikeres amerikai szenátusi kampányában. Negyedéves korában Kirk kampányt indított az iskolájában a sütemények áremelésének visszafordítására. Esszét is írt a Breitbart Newsnak, amelyben a középiskolai tankönyvekben található liberális elfogultságot állította, ami a Fox Businessben való megjelenéséhez vezetett.
Egy későbbi, a Benedictine Egyetem „Ifjúsági Erősítési Napján” tartott előadásán Kirk találkozott Bill Montgomeryvel, egy több mint 50 évvel idősebb nyugdíjassal, aki akkoriban a Tea Party által támogatott törvényhozási jelölt volt. Montgomery arra biztatta Kirket, hogy teljes munkaidőben vegyen részt politikai aktivizmusban. Ezt követően megalapította a Turning Point USA-t (TPUSA), egy „alulról jövő szervezetet, amely riválisa lehet olyan liberális csoportoknak, mint a MoveOn.org”. A 2012-es Republikánus Nemzeti Konvención Kirk találkozott Foster Friess-szel, egy kiemelkedő republikánus adományozóval, és rábeszélte, hogy finanszírozza a szervezetet.
Kirk rövid ideig járt a Chicago közelében található Harper College-ba, de anélkül hagyta ott, hogy bármilyen diplomát vagy bizonyítványt szerzett volna.

## Média
2021. december 7-én a The Charlie Kirk Show podcast a 21. legnépszerűbb podcast volt az Apple Podcasts-on. Kirk "Turning Point Live" című műsora egy háromórás streamelhető talkshow, amely a Z generációnak szól. A Turning Point USA havi online átlagos látogatószáma 2021-ben 111 000 egyedi látogatóra nőtt. A Brookings Institution 2023. februári tanulmánya szerint Kirk podcastja tartalmazta a második legmagasabb arányban a hamis, félrevezető és megalapozatlan állításokat a 79 ismert politikai podcastos által készített 36 603 epizód közül.
2022-ben Bari Weiss újságíró közzétett egy belső Twitter-dokumentumokról szóló jelentést, melynek címe „A Twitter Fájlok”, és amelyben azt állították, hogy a Twitter cenzúrázza a konzervatív személyiségeket a közösségi média platformján. Weiss képernyőképeket tett közzé olyan Twitter-eszközökről, amelyeket a moderátorok használhatnak a bejegyzések és fiókok elérésének korlátozására. A Rolling Stone magazin szerint Kirk Twitter-fiókját a „ne erősítsd meg” kategóriába sorolták, ami azt jelentette, hogy az algoritmusok nem emelik ki az ezekről a fiókokról származó tweeteket.
2025 februárjában Kirk szerződést írt alá a Trinity Broadcasting Networkkel (TBN) egy hétköznapi talkshow, a Charlie Kirk Today vezetésére.

## Magánélete
Kirk evangélikus keresztény. 2021 májusában Kirk feleségül vette Erika Frantzve-t (született 1988-ban), egy podcaster-készítőt és üzletasszonyt, aki 2012-ben megnyerte a Miss Arizona USA szépségversenyt. A pár első gyermeke, egy lánya, 2022 augusztusában született. A pár második gyermeke, egy fia, 2024 májusában született.

## Fordítás
- Ez a szócikk részben vagy egészben  a   Charlie Kirk című angol Wikipédia-szócikk ezen változatának fordításán alapul.  Az eredeti cikk szerkesztőit annak laptörténete sorolja fel. Ez a jelzés csupán a megfogalmazás eredetét és a szerzői jogokat jelzi, nem szolgál a cikkben szereplő információk forrásmegjelöléseként.